# Прери Гроув (Илиноис)
Прери Гроув (енгл. Prairie Grove) град је у америчкој савезној држави Илиноис.

## Демографија
По попису из 2010. године број становника је 1.904, што је 944 (98,3%) становника више него 2000. године.
| Група             | 2000.       | 2010.         |
| Белци             | 923 (96,1%) | 1.745 (91,6%) |
| Афроамериканци    | 6 (0,6%)    | 15 (0,8%)     |
| Азијати           | 10 (1,0%)   | 62 (3,3%)     |
| Хиспаноамериканци | 12 (1,3%)   | 58 (3,0%)     |
| Укупно            | 960         | 1.904         |